# Guardia Nazionale Repubblicana
Guardia Nazionale Repubblicana (G.N.R.) („Republikanische Nationalgarde“) war von Dezember 1943 bis April 1945 die Bezeichnung einer Teilstreitkraft und dann Truppengattung der Streitkräfte der faschistischen Sozialrepublik (RSI). Die GNR übernahm als Nationalgarde und Gendarmerie nach dem Waffenstillstand von Cassibile die Aufgaben der Carabinieri, der faschistischen Sicherheitsmiliz und der in Italien verbliebenen Kolonialpolizei Polizia dell’Africa Italiana.

## Geschichte
Die GNR wurde von dem faschistischen Jugendführer Renato Ricci ab dem 8. Dezember 1943 als vierte Teilstreitkraft der Sozialrepublik aufgestellt. Die bis zu 140.000 Angehörigen der GNR stammten auch aus faschistischen Jugendorganisationen. Während Ricci mit Unterstützung von Heinrich Himmler eine Parteiarmee nach dem Muster der SS bilden wollte, beharrte die militärische Führung der Sozialrepublik auf einer neutraleren Ausrichtung. Es kam schließlich zu einer Kompromisslösung, die der Zusammenarbeit mit der deutschen Seite nicht förderlich war. Die GNR übernahm allgemein militärische Sicherungsaufgaben, die Bekämpfung von Partisanen und typische Polizeiaufgaben, letztere zusammen mit dem Corpo di Polizia Repubblicana, das Polizeiaufgaben in Städten übernahm.
Die territoriale Organisation der GNR umfasste ein Generalkommando, regionale Inspektorate und Provinzkommandos mit nachgeordneten Dienststellen, etliche Bereitschaftspolizei-Verbände und verschiedene Schulen. Aus spezialisierten Einheiten der ehemaligen Sicherheitsmiliz entstanden besondere Organisationszweige der

Kragenabzeichen mit dem doppelten „M“ der Republikanischen Nationalgarde

- Guardia Nazionale Repubblicana Ferroviaria, zuständig für die Eisenbahnen
- Guardia Nazionale Repubblicana Portuaria, zuständig für die Häfen
- Guardia Nazionale Repubblicana Poste e Telegrafi, zuständig für das Fernmeldewesen
- Guardia Nazionale Repubblicana Montagne e Foreste, zuständig für Berg- und Forstgebiete
- Guardia Nazionale Repubblicana di Frontiera, zuständig für die Staatsgrenzen
- Guardia Nazionale Repubblicana Stradale, zuständig für den Straßenverkehr

Nach dem Zusammenbruch der Gustav-Linie im Mai 1944 und dem schrittweisen Rückzug in die Gotenstellung und der entsprechend drastischen Verkleinerung des Staatsgebietes der Sozialrepublik wurde auch die GNR verkleinert und am 15. August 1944 formal als Truppengattung dem Republikanischen Nationalheer eingegliedert. Den Befehl über die GNR übernahm jedoch Benito Mussolini persönlich.
Gleichzeitig wurde mit kleineren Sicherungsverbänden die GNR-Division Etna gebildet. Offiziell sollte die Division etwaige feindliche Luftlandeoperationen im rückwärtigen Raum abwehren, in erster Linie wollte man aber kleinere Verbände unter einem italienischen General zusammenfassen und sie damit verschiedenen deutschen Befehlshabern und der Organisation Todt entziehen. Der Divisionskommandeur Luigi Volante fiel am 2. Juni 1945 bei einem feindlichen Luftangriff. Die Division kapitulierte im April 1945 in der Poebene. Eine zweite GNR-Division namens Vesuvio war geplant, sie wurde jedoch nie aufgestellt.

## Dienstgradabzeichen

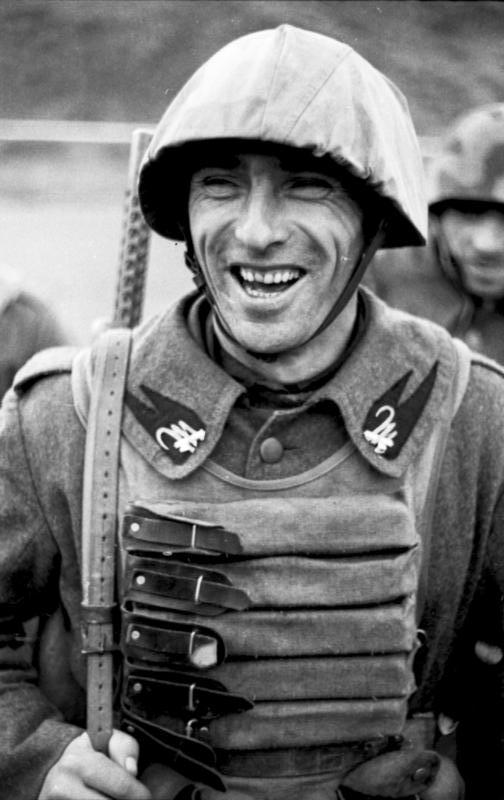
GNR-Soldat mit den Kragenabzeichen der Elitebataillone „M“

| Wehrmacht                    | Guardia Nazionale Repubblicana | Dienstgradabzeichen       |
| ---------------------------- | ------------------------------ | ------------------------- |
| General der Infanterie, etc. | Generale                       |                           |
| Generalleutnant              | Tenente Generale               |                           |
| Generalmajor                 | Maggior Generale               |                           |
| Oberst                       | Colonnello                     |                           |
| Oberstleutnant               | Tenente Colonnello             |                           |
| Major                        | Maggiore                       |                           |
| Hauptmann                    | Capitano                       |                           |
| Oberleutnant                 | Tenente                        |                           |
| Leutnant                     | Sottotenente                   |                           |
| Stabsfeldwebel               | Primo aiutante                 |                           |
| Oberfeldwebel                | Aiutante capo                  |                           |
| Feldwebel                    | Aiutante                       |                           |
| Unterfeldwebel               | Brigadiere                     |                           |
| Unteroffizier                | Vice Brigadiere                |                           |
| Gefreiter                    | Milite scelto                  |                           |
| Grenadier                    | Milite                         | keine Dienstgradabzeichen |